# 喬治湖 (科羅拉多州)
喬治湖（英語：Lake George）是位於美國科羅拉多州帕克縣的一個非建制地區。該地的面積和人口皆未知。

## 地理
喬治湖的座標為38°58′49″N 105°21′28″W / 38.98028°N 105.35778°W，而該地的平均海拔高度為2436米（即7922英尺）。